# Hagjordtunga
Hagjordtunga (Geoglossum starbaeckii) är en svampart som beskrevs av Nannf. 1942. Hagjordtunga ingår i släktet Geoglossum och familjen Geoglossaceae.  Arten är reproducerande i Sverige. Inga underarter finns listade i Catalogue of Life.